# Jeanna Pihl
Jeanna Pihl, född 1848 i Väsby församling i Skåne, död 1922, var en svensk fotograf. 
Hon var verksam i Karlshamn med sin egen ateljé mellan 1875 och 1895. Utöver porträttbilder fotograferade hon även stadsmiljöer, vilka ger en värdefull bild av hur Karlshamn såg ut i slutet av 1800-talet.